# Chaenotheca papuensis
Chaenotheca papuensis är en lavart som beskrevs av Aptroot & Tibell. Chaenotheca papuensis ingår i släktet Chaenotheca och familjen Coniocybaceae.   Inga underarter finns listade i Catalogue of Life.